# Jazmín Stuart
María Jazmín Stuart (Buenos Aires, 14 de febrero de 1976) es una actriz, guionista y directora de cine y series argentina.

## Carrera
Se graduó como Directora de cine en el año 1997, en la Universidad del Cine (FUC). Durante más de una década, tomó clases de actuación con Cristina Banegas, Augusto Fernandes y Julio Chávez.
Su carrera como actriz comenzó con la serie televisiva Verano del 98 y continúa, hasta la actualidad, en teatro, televisión y cine. Tomó clases de dramaturgia con Mauricio Kartún en 2003 y, dos años después, debutó en teatro como dramaturga y directora en su obra La mujer que al amor no se asoma, que tuvo de gran aceptación por parte del público y la crítica, permaneciendo dos años en cartel.
En 2007 ganó el certamen Cortos argentinos, organizado por la productora La doble A, con su guion Juego de grandes. El corto, dirigido por Stuart, fue premiado por el INCAA y se exhibió en el MALBA.
Desde 2008 y hasta la actualidad, trabaja como directora de cine publicitario en la productora La doble, filmando en Argentina, Uruguay y México para importantes clientes internacionales.
En 2010, codirigió su primer largometraje, Desmadre, junto a Juan Pablo Martínez, con quien, a su vez, comparte la autoría del guion. En 2015 estrenó un nuevo largometraje como guionista y directora: Pistas para volver a casa, cuyo elenco está conformado por Erica Rivas, Juan Minujin, Hugo Arana y Beatriz Spelzini.
Se perfeccionó como guionista con docentes como Pablo Solarz y Paula Markovitch, y se desempeñó como jurado formativo en el concurso nacional de largometrajes Raymundo Gleyzer, en el área de guion.
En 2016, también dirigió una serie web titulada Depto, que escribió y protagonizó con el actor Ezequiel Campa, para la señal UN3TV. La serie resultó ganadora del premio a la mejor serie web en el Girona Film Festival 2018 y mejor comedia en la Webfest de Berlín.
En paralelo, trabajó como guionista en la biblia y el desarrollo de una serie de 60 capítulos para Oficina Burman y Media Pro.
En 2017, escribió y codirigió junto a Hernan Guerschuny el largometraje Recreo, en el que también actuó como protagonista junto a Carla Peterson, Juan Minujin, Fernan Miras, Pilar Gamboa y Martin Slipak.
En 2019 estrenó Cartas a mi ex, su segunda serie web como guionista y directora, producida por UN3TV, que ganó el premio a Mejor Guion y Mejor Showrunner en el festival Bilbao Web Fest.
Como actriz, protagonizó la serie Tu parte del trato para TNT y la película Las buenas intenciones de Ana García Blaya, trabajo por el cual fue premiada como Mejor Actriz de Reparto en los Premios Cóndor de Argentina.
En 2020 estrenó dos largometrajes donde fue protagonista: Tóxico, de Ariel Martínez Herrera, y La fiesta silenciosa, de Diego Fried, película por la cual resultó premiada como mejor actriz protagónica en el festival de Vasteras, Suecia.
Entre sus películas como actriz, se cuentan Los paranoicos de Gabriel Medina, Fase 7 de Nicolás Goldbart, Amateur de Sebastián Perillo (por la cual ganó el premio a mejor actriz protagónica en el Festival de Cine de Lleida), Instrucciones para flotar un muerto de Nadir Medina y, próximas a estrenarse, Weekend de Agustín Rolandelli y Lu y Pau de Nicanor Loreti.
En 2022 se desempeñó como showrunner y directora de Medusa, una thriller psicológico de 8 capítulos producido por Paramount Plus, próxima a estrenarse. En 2023 se estrenó la tercera temporada de la serie de HBO, El jardín de bronce, donde interpreta a Juana Kreuzer, rol por el cual fue nominada como mejor actriz de reparto a los Premios Cóndor. Ese mismo año, protagonizó la película Fragmentada de Facundo Escudero Salinas. En 2024 coprotagonizó la serie La voz ausente de Disney Plus y estrenó el film "Weekend" como protagonista.

## Filmografía

### Televisión
| Año       | Título                             | Personaje                      | Canal           | Notas                             |
| --------- | ---------------------------------- | ------------------------------ | --------------- | --------------------------------- |
| 1998-1999 | Verano del 98                      | Paula Ibarra / Amanda Corbalan | Telefe          |                                   |
| 2000-2001 | Los buscas de siempre              | Eugenia Giménez Álzaga         | Azul TV         |                                   |
| 2001      | 22, el loco                        | Victoria "Vicky" Falcone       | El Trece        |                                   |
| 2001      | Un cortado, historias de café      | Daniela                        | TV Pública      |                                   |
| 2002      | Kachorra                           | Patricia Jaramillo             | Telefe          |                                   |
| 2002      | Infieles                           | Mariela                        | Telefe          | Ep: «El caso M»                   |
| 2003      | Son amores                         | Laura Sánchez                  | El Trece        |                                   |
| 2004-2005 | Historias de sexo de gente común   | Carla Salday                   | Telefe          |                                   |
| 2005      | Conflictos en red                  | Clara Natalia                  | Telefe          | Ep: «Imborrable» Ep: «Guion»      |
| 2006      | Mujeres asesinas 2                 | Paula                          | El Trece        | Ep: «Paula, bailarina»            |
| 2006      | Al límite                          | Marta                          | Telefe          | Ep: «Jenizaro»                    |
| 2007      | Julia's tango                      | Recepcionista                  | Endemol / Net5  |                                   |
| 2008      | La Bella Otero                     |                                | Cosmopolitan TV |                                   |
| 2012      | El hombre de tu vida               | Carolina                       | Telefe          | Temporada 2, episodio 3           |
| 2012-2013 | Mi amor, mi amor                   | Valeria "Vale" Vera            | Telefe          |                                   |
| 2014      | Las 13 esposas de Wilson Fernández | Emilia                         | TV Pública      | Ep: «Emilia»                      |
| 2016      | Nafta Súper                        | La Mishi / Gatúbela            | Space           |                                   |
| 2016      | Mucama de Vampiros                 | Catalina                       | Space           |                                   |
| 2017      | En viaje                           | Clara                          | 360TV           | Ep: «Des/pareja»                  |
| 2017      | Animadores                         | Constanza "Connie"             | TV Pública      |                                   |
| 2019      | Tu parte del trato                 | Patricia Arriola               | El Trece        |                                   |
| 2020      | Cartas a mi ex                     | María                          | UN3             | Ep: «Más fuerte de lo que creías» |
| 2023      | El jardín de bronce                | Juana Kreuzer                  | HBO Max         | Temporada 3                       |
| 2024      | La voz ausente                     | Candela Montero                | Disney+         |                                   |

| Año           | Título                      | Personaje  | Canal   | Notas |
| ------------- | --------------------------- | ---------- | ------- | ----- |
| 2008          | Proyecto 48                 | Conductora | TNT     |       |
| 2017-2018     | Clásicos del cine argentino | Conductora | Canal 9 |       |
| 2025-presente | Catedrales enredadas        | Conductora | Canal 9 |       |

### Series web
| Año  | Título           | Personaje | Sitio   | Notas                               |
| ---- | ---------------- | --------- | ------- | ----------------------------------- |
| 2016 | Los últimos      | Sofía     | YouTube |                                     |
| 2020 | Cartas a mi ex   | María     | UN3TV   | Ep: «Más fuerte de lo que creías»   |
| 2021 | Punto de quiebre | Carla     | UN3TV   | Ep: «La entrevista» Ep: «El futuro» |

### Cine
| Año  | Película                                    | Personaje      | Notas        |
| ---- | ------------------------------------------- | -------------- | ------------ |
| 2003 | Ciudad del Sol                              | Manuela        |              |
| 2004 | Tremendo amanecer                           | Julia          |              |
| 2004 | Dolores de casada                           | Romina         |              |
| 2005 | Condón express                              | Teresa         |              |
| 2006 | La semilla                                  | Jazmín         | Cortometraje |
| 2007 | La peli                                     | Belén          |              |
| 2008 | Los paranoicos                              | Sofía          |              |
| 2009 | El hombre que corría tras el viento         | Carola         |              |
| 2010 | Fase 7                                      | Pipi           |              |
| 2016 | Amateur                                     | Isabel         |              |
| 2016 | 2001: Mientras Kubrick estaba en el espacio | Andrea "Andre" |              |
| 2017 | Despechada                                  | Mujer          | Cortometraje |
| 2018 | Recreo                                      | Guadalupe      |              |
| 2018 | Emma                                        | Emma           |              |
| 2019 | Las buenas intenciones                      | Cecilia        |              |
| 2020 | Tóxico                                      | Laura          |              |
| 2020 | La fiesta silenciosa                        | Laura          |              |
| 2020 | Instrucciones para flotar un muerto         | Jessica "Jesi" |              |
| 2022 | Las noches son de los monstruos             | Julieta        |              |
| 2022 | Lujuria pasajera                            | Mónica         |              |
| 2022 | La uruguaya                                 | Catalina       |              |
| 2022 | El aro                                      | Julia          | Mediometraje |
| 2023 | Fragmentada                                 | Irina          |              |
| 2024 | Weekend                                     | Ella           |              |

### Videoclips
| Año  | Artista         | Canción               | Álbum                       |
| ---- | --------------- | --------------------- | --------------------------- |
| 2006 | Dos Minutos     | «Aeropuerto»          | Un mundo de sensaciones     |
| 2013 | No Te Va Gustar | «Ese maldito momento» | El calor del pleno invierno |

## Teatro
| Año       | Obra                             | Director   |
| --------- | -------------------------------- | ---------- |
| 2005-2007 | La mujer que al amor no se asoma | Ella misma |

## Otros trabajos
| Año  | Trabajo        | Rol                             |
| ---- | -------------- | ------------------------------- |
| 2020 | Cartas a mi ex | Creadora, directora y guionista |
| TBA  | Medusa         | Directora                       |

## Premios y nominaciones
| Año  | Premio                    | Categoría                             | Trabajo                | Personaje              | Resultado | Ref   |
| ---- | ------------------------- | ------------------------------------- | ---------------------- | ---------------------- | --------- | ----- |
| 2009 | Premios Condor de Plata   | Mejor actriz revelación               | Los paranoicos         | Sofía                  | Nominada  |       |
| 2019 | Premios Sur               | Mejor actriz de reparto               | Las buenas intenciones | Cecilia                | Nominada  | [ 1 ] |
| 2020 | Premios Bilbao Seriesland | Mejor actriz protagónica en serie web | Cartas a mi Ex         | María                  | Nominada  | [ 1 ] |
| 2020 | Premios Bilbao Seriesland | Mejor guion en serie web              | Cartas a mi Ex         | Ella misma (Guionista) | Ganadora  | [ 1 ] |